# Camper (empresa)

Animación de calzado de Camper

Camper es una empresa de calzado española con sede en Inca en la isla de Mallorca. Lorenzo Fluxà fundó la empresa en 1975. La marca Camper se comercializa a nivel global y tiene presencia en cuarenta países, con más de cuatrocientas tiendas propias y unas ventas de en torno a cuatro millones de pares al año.

## Historia

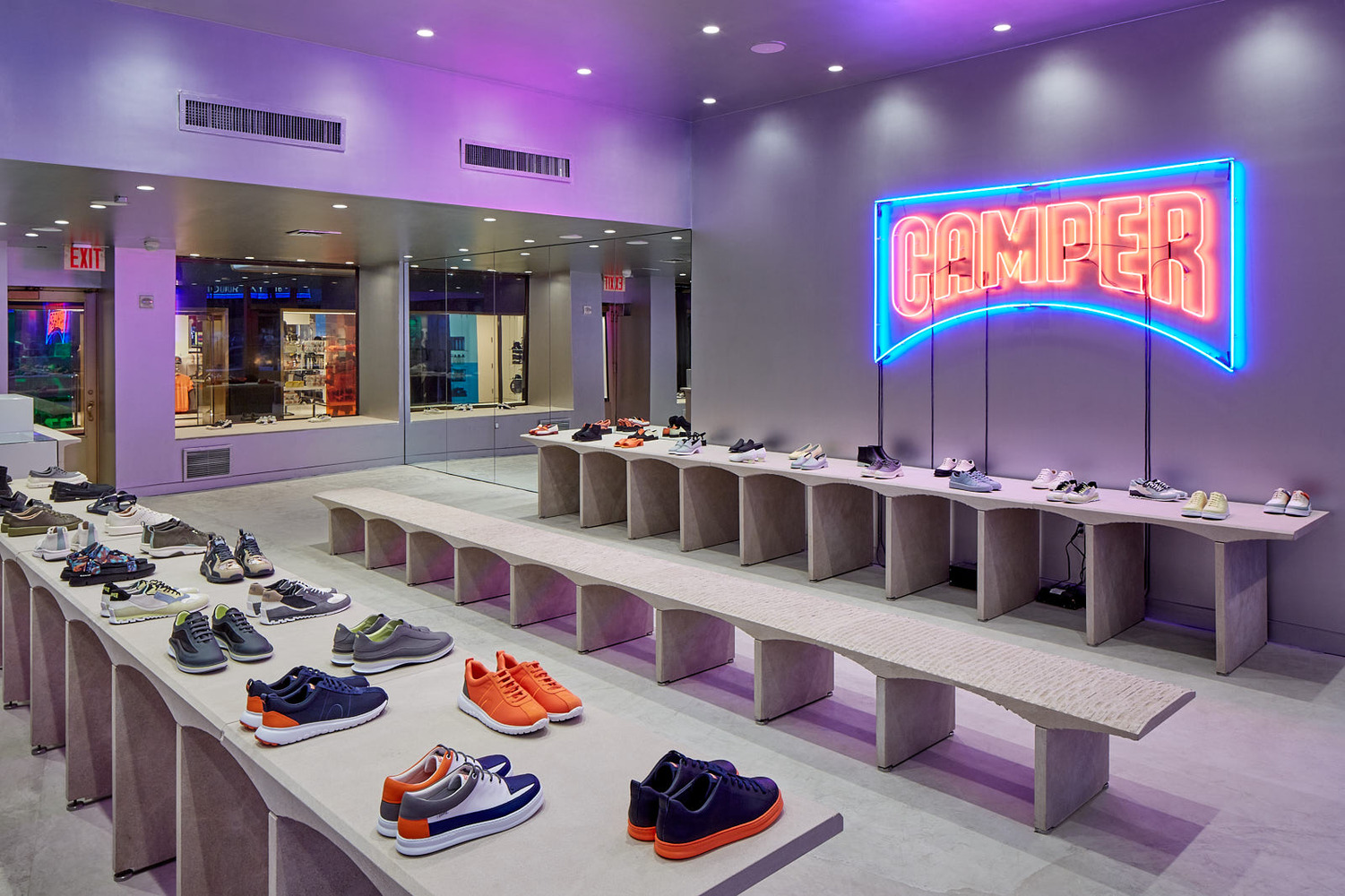
Tienda Camper en Nueva York

En 1877, Antonio Fluxà, un zapatero mallorquín, introdujo las primeras máquinas de coser y el proceso de mecanizado de fabricación de calzado en la isla.
En 1975, Lorenzo Fluxà, nieto de Antonio Fluxà, fundó Camper.
En 1981, se inauguró la primera tienda Camper en Barcelona.
En 1992, Camper abrió sus tiendas de París y Milán. En 1999, puso en marcha la primera tienda en Nueva York.
En 1998, Camper ganó el Premio Nacional de Diseño.
En 1999, Camper recibió la primera acreditación de calzado ecológico de la CEE por su modelo Camaleón.
En 2003, Camper lanzó su tienda en línea.
En 2005, Camper comenzó a diversificar la marca con el lanzamiento de Casa Camper, un nuevo concepto hotelero en Barcelona y, más adelante, en Berlín. Además, se inauguró el restaurante Dos Palillos, que fue reconocido con una estrella Michelin en el barrio del Raval de Barcelona.
En 2006, Camper lanzó Camper Together, un proyecto de colaboración para crear productos y tiendas singulares.
En 2009, inauguración de Casa Camper Berlín.
En 2011, Camper patrocina Emirates Team New Zealand en la Volvo Ocean Race.
En 2012, Miguel Fluxà, representante de la cuarta generación de la familia Fluxà, fue nombrado consejero delegado.
En 2013, Camper se convirtió en socio patrocinador del Emirates Team New Zealand en la 34.ª Copa América.
En 2014, tras dos años como director de moda para hombre en Mugler y ocho temporadas de colaboración con Camper Together, Romain Kremer fue nombrado director creativo de la marca.
En 2014, se lanzó CamperLab, un concepto de retail que alberga los diseños más avanzados de la marca.
En 2018, Camper recibió el Premio Nacional Honorífico a la Gran Empresa de Moda de parte de Su Majestad la Reina Letizia en su V edición de los Premios Nacionales de la Industria de la Moda en España.
En 2019, el diseñador de zapatos finlandés Achilles Ion Gabriel es nombrado Director Creativo de CamperLab.

## Premios recibidos
- Premio Nacional de la Industria de la Moda, en la modalidad honorífica, en la categoría de gran empresa (2018).[14]